# Cremersia costalis
Cremersia costalis är en tvåvingeart som beskrevs av Borgmeier 1925. Cremersia costalis ingår i släktet Cremersia och familjen puckelflugor. Inga underarter finns listade i Catalogue of Life.